# Jack Hermansson
Jack Hermansson (født 10 juni 1988 i Uddevalla i Sverige), er en svensk MMA-uddøver som siden 2016 har konkurreret i organisationen Ultimate Fighting Championship (UFC). Han er tidligere mester i Cage Warriors og Warrior Fight Series. Fra 2012 til 2013 kæmpede han i USA for Bellator MMA-organisationen. På den europæiske scene har han bemærkelsesværdige sejre over blandt andre UFC-veteranen Karlos Vemola og Bellator-veteranen Norman Paraisy.
Han træner i Norge og går derfor ofte ind til sine kampe med det norske flag sammen med det svenske flag.

## Privatliv
Hermansson flyttede fra sit hjemland Sverige til Norge da han var 18 år gammel for at finde arbejde. Han bosatte sig i Oslo, hvor han også begyndte at træne MMA. Før han fokuserede fuldtid på sin kampkarriere havde han adskillige jobs, inklusive som at arbejde som bartender.

## Mesterskaber og meritter

### MMA
- Cage Warriors
  - CWFC Mellemvægt-mesterskab (1 gang)[5]
  - 2 succesfulde titelforsvar[6]
  - Undefeated in the CWFC (7-0)[7]
- Warrior Fight Series
  - WFS Mellemvægtsmester (1 gang)[8]
- East Coast Fight Factory
  - ECFF Mellemvægt-mesterskab (1 gang)[9]
- Nordic MMA Awards - MMAViking.com
  - 2014 Breakthrough Fighter of the Year[10]

### Submission Wrestling
- Oslo Submission Series
  - OSS 2 (2016) Super Fight Winner[11]

## Rekordliste
| Resultat | Rekordliste | Modstander         | Metode                          | Arrangement                              | Dato              | Omgang | Tid  | Sted           | Noter                                     |
| -------- | ----------- | ------------------ | ------------------------------- | ---------------------------------------- | ----------------- | ------ | ---- | -------------- | ----------------------------------------- |
| Sejr     | 17–4        | Thales Leites      | TKO (slag)                      | UFC 224                                  | 12. maj 2018      | 3      | 2:10 | Rio de Janeiro |                                           |
| Nederlag | 16–4        | Thiago Santos      | TKO (slag)                      | UFC Fight Night: Brunson vs Machida      | 28. oktober 2017  | 1      | 4:59 | São Paulo      |                                           |
| Sejr     | 16–3        | Bradley Scott      | TKO (slag)                      | UFC Fight Night: Pettis vs. Moreno       | 5. august 2017    | 1      | 3:50 | Mexico City    |                                           |
| Sejr     | 15–3        | Alex Nicholson     | TKO (slag)                      | UFC Fight Night: Gustafsson vs. Teixeira | 28. maj 2017      | 2      | 2:00 | Stockholm      |                                           |
| Nederlag | 14–3        | Cezar Ferreira     | Submission (arm-triangle choke) | UFC Fight Night: Bader vs. Nogueira 2    | 19. november 2016 | 2      | 2:11 | São Paulo      |                                           |
| Sejr     | 14–2        | Scott Askham       | Enstemmig afgørelse             | UFC Fight Night: Arlovski vs. Barnett    | 3. september 2016 | 3      | 5:00 | Hamburg        | Debut i UFC.                              |
| Sejr     | 13–2        | Ireneusz Cholewa   | TKO (slag)                      | Venator FC 3                             | 21. maj 2016      | 3      | 1:05 | Milano         |                                           |
| Sejr     | 12–2        | Alan Carlos        | TKO (slag)                      | Cage Warriors 75                         | 15. april 2016    | 3      | 4:41 | London         | Forsvarede mellemvægtstitlen i CWFC.      |
| Sejr     | 11–2        | Maciej Różański    | Enstemmig afgørelse             | Venator FC 2                             | 12. december 2015 | 3      | 5:00 | Rimini         |                                           |
| Sejr     | 10–2        | Karlos Vémola      | Submission (armbar)             | Warrior Fight Series 4                   | 1. august 2015    | 1      | 2:08 | London         | Vandt den ledige mellemvægt-titel i WFS.  |
| Sejr     | 9–2         | Dean Topalski      | TKO (slag)                      | Cage Warriors 71                         | 22. august 2014   | 1      | 4:09 | Amman          | Forsvarede mellemvægt-titlen i CWFC.      |
| Sejr     | 8–2         | Norman Paraisy     | Submission (rear-naked choke)   | Cage Warriors 69                         | 7. juni 2014      | 4      | 4:49 | London         | Vandt den ledige mellemvægt-titel i CWFC. |
| Sejr     | 7–2         | Ion Pascu          | Enstemmig afgørelse             | Cage Warriors: Fight Night 11            | 18. april 2014    | 3      | 5:00 | Amman          |                                           |
| Sejr     | 6–2         | Enoc Solves Torres | TKO (slag)                      | Cage Warriors 66                         | 22. marts 2014    | 3      | 4:36 | Ballerup       |                                           |
| Nederlag | 5–2         | Jason Butcher      | Submission (triangle choke)     | Bellator 93                              | 21. marts 2013    | 1      | 2:24 | Lewiston       |                                           |
| Nederlag | 5–1         | Daniel Vizcaya     | Delt afgørelse                  | Bellator 84                              | 14. december 2012 | 3      | 5:00 | Hammond        |                                           |
| Sejr     | 5–0         | Mike Ling          | KO (slag)                       | Cage Warriors: Fight Night 2             | 8. september 2011 | 1      | 3:30 | Amman          |                                           |
| Sejr     | 4–0         | Andor Filo         | KO (slag)                       | World FC 2: Bad Boys                     | 9. juli 2011      | 1      | 0:28 | London         |                                           |
| Sejr     | 3–0         | Ali Arish          | KO (slag och spark)             | Cage Warriors 41                         | 24. april 2011    | 2      | 1:39 | London         |                                           |
| Sejr     | 2–0         | Ian Farquharson    | Submission (rear-naked choke)   | Into the Cage 1                          | 20. november 2010 | 1      | 0:43 | Andover        |                                           |
| Sejr     | 1–0         | Chris Greig        | KO (slag)                       | East Coast Fight Factory: Impact         | 17. juli 2010     | 3      | 0:46 | Norwich        | Vann mellanviktstiteln i ECFF.            |